# Torreglia
Torreglia est une commune italienne de la province de Padoue, dans la région de la Vénétie.

## Administration
| Période                                  | Période | Identité | Étiquette | Qualité |
| ---------------------------------------- | ------- | -------- | --------- | ------- |
|                                          |         |          |           |         |
| Les données manquantes sont à compléter. |         |          |           |         |

### Communes limitrophes
Abano Terme, Galzignano Terme, Montegrotto Terme, Teolo.

## Personnalités nées à Torreglia
- Jacopo Facciolati (1682-1769), lexicographe et philologue.